# Цесевич, Платон Иванович
Плато́н Ива́нович Цесе́вич (1879—1958) — артист оперы (бас-кантанте), камерный певец . Народный артист РСФСР (1947).

## Биография
Родился в крестьянской семье на территории нынешней Белоруссии. С 1887 года жил в Киеве, где ещё ребёнком пел в хоре Софийского собора. Потом, в 1895-м, семья переехала в Екатеринослав. Здесь юный Платон зарабатывал заводским трудом (металлист, токарь) и в то же время участвовал в любительских спектаклях и концертах. В 1901 году он дебютировал в Екатеринославе в качестве певца оперетты. В дальнейшем входил в состав различных антрепризных опереточных, а затем оперных трупп, побывав во многих городах Российской империи. Дольше всего певец выступал в Киеве, где в течение ряда сезонов 1900-х — 1910-х годов был ведущим и популярнейшим солистом-басом Киевской оперы. В 1915—1918 годах — певец оперы Зимина в Москве.
В советское время П. И. Цесевич служил в оперных театрах Киева, Москвы, Ташкента, Харькова и др., продолжал гастрольную деятельность. В течение 1925—1933 годов совершал поездки за границу, выступив на театральных подмостках Неаполя, Парижа, Барселоны, Бухареста и др. С 1933 по 1948 год главным образом выступал в концертах. Оперную карьеру завершил в Одессе (1949).
Пользовался значительной популярностью как камерный исполнитель. Выступал в концертах вплоть до 1955 года. Был солистом Всесоюзного государственного концертного объединения СССР. Неоднократно записывал свой голос на грампластинки (оперные арии, романсы, русские и украинские народные песни).
Умер в Москве, похоронен на Новодевичьем кладбище.

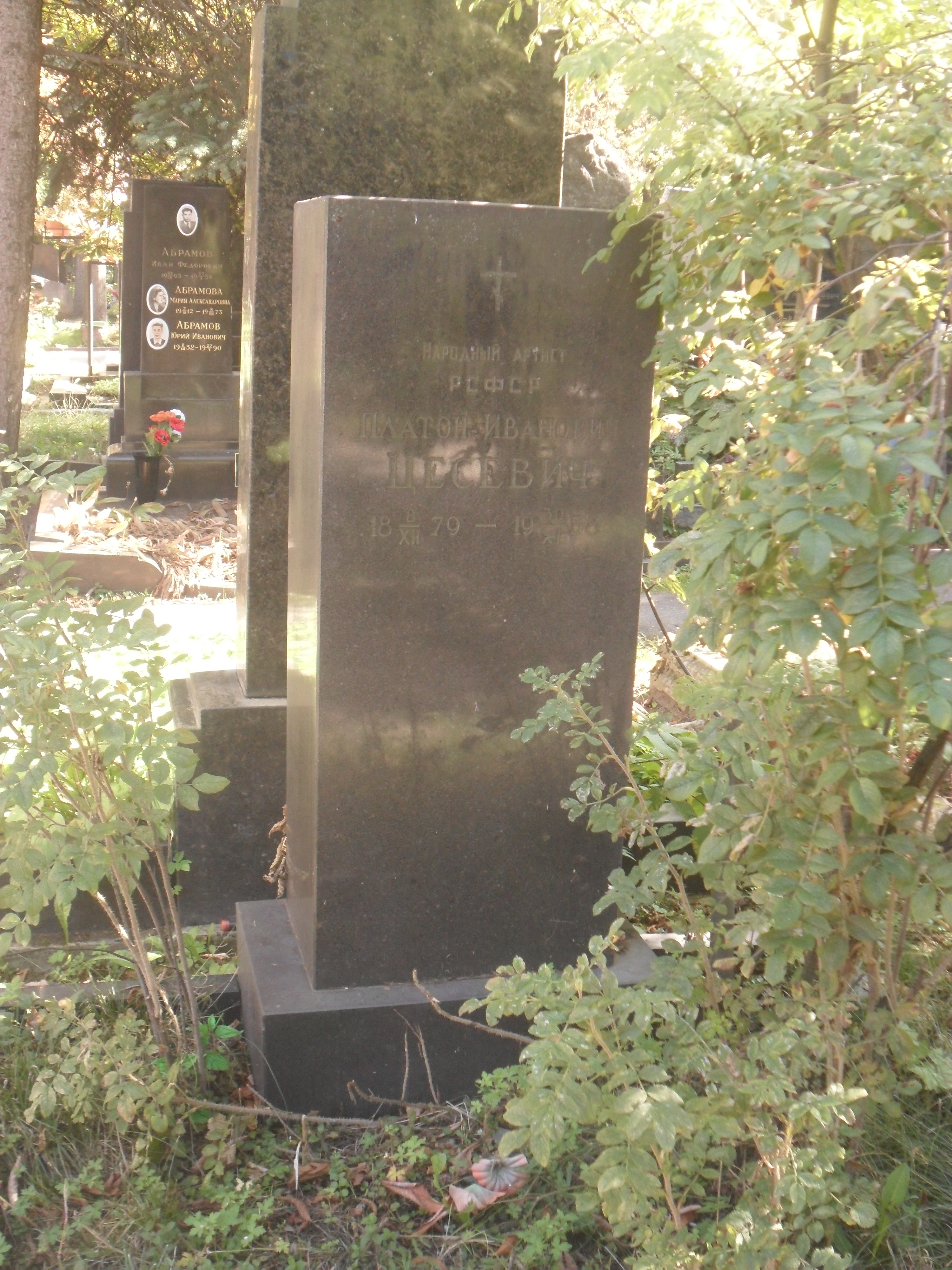
Могила Цесевича на Новодевичьем кладбище Москвы

## Творчество

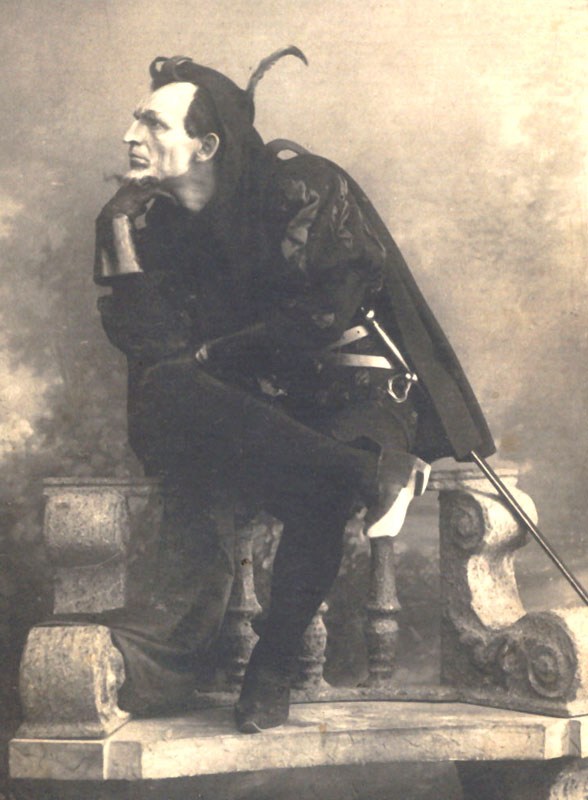
Платон Цесевич — Мефистофель в опере «Фауст»

Платон Цесевич обладал мощным голосом весьма широкого диапазона, исполняя не только басовые, но и баритоновые партии. В сочетании с импозантной внешностью, высоким ростом, врождённым артистизмом и темпераментом это снискало ему славу «второго Шаляпина», причем в работе над воплощаемыми образами он не копировал Шаляпина, а добивался своей оригинальной трактовки. Оперный режиссёр Н.Боголюбов характеризовал молодого Цесевича как «артиста с ярко выраженным драматическим дарованием и голосом, которому, казалось, было „тесно“ на театральных подмостках». Платон Иванович отличался трудолюбием и самодисциплиной; по оценке певца С. Левика, «пение с детства, труд рабочего, занятия пением и труд в зрелом возрасте делают из Цесевича выдающегося певца-актёра, обладающего не только отличными природными данными, но и умением трудиться над ролью и партией».
Современники отмечали демократичность таланта Цесевича. Сам выйдя из социальных низов, он не стремился на императорскую сцену (хотя имел для этого все предпосылки), а вместо этого не раз выступал в рабочей среде, участвовал в благотворительных концертах.

### Избранные партии
- Мефистофель («Фауст» Ш. Гуно)
- Мефистофель («Мефистофель» А. Бойто)
- Кардинал де Броньи («Еврейка» Ф. Галеви)
- Иван Сусанин
- Досифей («Хованщина» М. Мусоргского)
- Борис Годунов, Варлаам («Борис Годунов» М. Мусоргского)
- Кочубей («Мазепа» П. Чайковского).
- Кончак, Владимир Галицкий («Князь Игорь» А. Бородина)
- Дон Базилио («Севильский цирюльник» Дж. Россини)
- Иван Карась («Запорожец за Дунаем»)
- Лефорт («Царь и плотник» А. Лортцинга, впервые на русской сцене).

## Семья
- Жена — певица Елизавета Александровна Кузнецова (1883—1964).
  - Сын — астроном, член-корреспондент АН Украинской ССР Владимир Цесевич.